# Waipoua gressitti
Waipoua gressitti là một loài nhện trong họ Orsolobidae.
Loài này thuộc chi Waipoua. Waipoua gressitti được Raymond Robert Forster miêu tả năm 1964.